# 稻荷前站
稻荷前站（日语：／ Inarimae eki */?）是一座位於愛知縣丹羽郡岩倉町稻荷（現時：岩倉市），名古屋鐵道犬山線的車站（廢站）。
此站位於大山寺至岩倉之間。車站名稱取自附近的稻荷社。

## 歷史
- 1912年（大正元年）8月6日 - 名古屋電氣鐵道（日语：名古屋電気鉄道）一宮線（枇杷島 - 枇杷島橋 - 岩倉 - 西印田）和犬山線（岩倉 - 犬山）開業。於德重與岩倉之間設置稻荷站[2]。
- 1913年（大正2年）3月27日  - 宣布車站改名為稻荷前站[3][2]。
- 1921年（大正10年）7月1日  - 名古屋電氣鐵道一宮線和犬山線轉讓給名古屋鐵道，成為名古屋鐵道一宮線的車站。
- 1941年（昭和16年）8月12日 - 一宮線枇杷島橋至岩倉之間編入為犬山線，成為名古屋鐵道犬山線車站。
- 1944年（昭和19年） - 車站暫停營業。
- 1969年（昭和44年）4月5日 - 車站廢除。

## 車站構造
此站是地面車站，設有2面2線的月台。

## 使用狀況
跟據岩倉町史引用的《岩倉市史 中卷》，以下為各年份一日平均乘車人次列表。
- 1915年 - 23人
- 1922年 - 41人
- 1926年 - 41人

## 車站周邊
- 稻荷社　（據說建於明曆年間）

## 相鄰車站
所屬路線和相鄰車站取自車站營業時代。
名古屋鐵道
犬山線
特急、急行、準急
通過
普通
大山寺－稻荷前－岩倉

## 注腳
1. ↑  鉄道停車場一覧. 昭和12年10月1日現在 （页面存档备份，存于）（日語） 國立國會圖書館數碼化收藏 2020年2月1日參閱。
2. 1 2  日本鉄道旅行地図帳 追加・訂補 7号 東海 （页面存档备份，存于）（日語） - 鐵道論壇
3. ↑  「軽便鉄道駅名改称」《官報》1913年4月4日（國立國會圖書館數碼化資料）
4. ↑  岩倉市史編集委員会（編）. . 岩倉市. 1985: 279 （日语）.